# Техничка школа „Изудин Шушевић” Нови Пазар
Техничка школа „Изудин Шушевић” је средња школа у Новом Пазару. Основана је 16. априла 1919. године.

## Историја
Општа занатско-трговачка школа званично је почела са радом 16. априла 1919. За њеног управника именован је Богољуб Појантић, учитељ са завршеном Богословском школом. Потреба за оснивањем овакве школе била је наметнута природом занимања којима се већина новопазарског становништва тога времена бавила — трговином и занатством. Школу су похађали само дечаци. Ова школа је утемељила правац развоја данашње Техничке школе. У првој години рада, школа је имала два припремна и једно одељење првог разреда. Родитељи и власници радњи били су обавезни да ученике и помоћнике упишу у школу, у супротном следила им је новчана казна. Дужност управника Опште занатско-трговачке школе, Богољуб Појантић је обављао до своје смрти, 1928. На његово место постављен је привремени управник Атанасије Вељковић, кога је убрзо заменио Александар Деспотовић, да би 1929. године за управника школе био именован Станимир Станимировић, истакнути учитељ и наставник Опште занатско – трговачке школе.
Школске 1934/35. године, као и све занатске и занатско – трговачке школе у земљи,  школа је променила назив у Стручно продужна школа. Услов за упис у школу био је да ученици имају завршену четворогодишњу основну школу или један припремни разред продужне школе. Школовање је трајало три године.
По завршетку Првог светског рата, школске 1946/47. школа је наставила са радом под новим називом Стручна школа за ученике у индустрији и занатству. Њен управник био је Вукашин Гредић. Иако још увек није било наставних планова и уџбеника прописаних од стране Министарства просвете, могле су се запазити промене у смислу диференцијације одељења по струкама, односно занимањима.
Школска 1950/51. започела је са Будишом Маркићевићем на челу ове установе, када је добила нови назив — Стручна школа ученика у привреди. Међутим, почетком календарске 1951. Вукашин Гредић је поново био именован за управника. Отворено је једно одељење угоститељске струке, а укупан број ученика у школи је повећан.  Настава се изводила у просторијама Вежбаонице.
Школске 1967/68. школи је промењен назив у Школа за квалификоване раднике, а настава се изводила у просторијама данашње Националне службе за запошљавање. Наредне школске године десиле су се велике промене у организацији средњег образовања. Савет за образовање је изнео предлог да се целокупно средње образовање интегрише у тзв. Школски центар, а сва права Центра пренесу на Раднички универзитет који није имао верификована занимања, самим тим није могао ученицима да изда сведочанства о завршеној средњој школи.
Проблем је решен обједињавањем две школе у једну под називом Школа за квалификоване раднике, на чијем челу је од 1968. до 1971. био Бајрам Бериша. Настава се изводила у изнајмљеним просторијама Радничког универзитета. Наредне године за потребе школе купљена је бивша зграда Дома здравља која је адаптирана за потребе школе. Уместо Бајрама Берише, 1971. на место директора школе дошао је Изудин Шушевић. Број ученика се константно повећавао, тако да се настава морала изводити у различитим објектима. Поред матичне школе, коришћене су просторије Гимназије, Националне службе за запошљавање и Радничког универзитета.
Школске 1973/74. године школа је добила назив Технички школски центар „Зенун Хасковић”. Убрзан развој индустрије и привреде директно је утицао на проширивање делатности школе – увођење нових смерова који образују кадрове за рад у предузећима. Тиме је број ученика био видно повећан, па су, поред постојећих објеката у којима се изводила настава, саграђене и такозване бараке које су служиле као радионице за обављање практичне наставе.
Од школске 1977/78.године, у складу са реформом средњег образовања, школа мења назив у Образовни центар „Зенун Хасковић“.  Уведено је такозвано усмерено образовање, конципирано на тај начин да сви средњошколци прве две године похађају програм заједничких основа, а друге две одабрани смер. Школа је едуковала ученике у више подручја рада и струка: машинска, грађевинска, саобраћајна, текстилна, кожарска, дрвопрерађивачка, керамичка.
Новембра 1979. свечано је отворена зграда садашње Техничке школе са савременим учионицама и кабинетима. Услови рада су знатно побољшани. При школи је постојао и Центар за обуку возача, сертификован за извођење обуке за возаче свих категорија. Ученичка задруга, којом су управљали ученици, представљала је, поред Центра за обуку возача, још један извор прихода за школу јер су произведене предмете продавали у оквиру задруге.
Због повећаног броја ученика и наставника, Образовни центар „Зенун Хасковић” је 1988. реорганизован у две основне организације удруженог рада: ООУР „1.мај” и ООУР „Миодраг Јовановић” са заједничком педагошко-психолошком службом, рачуноводством, правном и помоћно-техничком службом. Функцију директора Центра од 1985. до 1990. вршио је Сулејман Маврић. На месту директора ООУР-а „Миодраг Јовановић” налазио се Адем Бихорац. Године 1990. ООУР „Миодраг Јовановић” је преименован у Техничка школа „Миодраг Јовановић”, а за вршиоца дужности директора школе именован је Адем Бихорац.
Као самостална институција, под називом Техничка школа у Новом Пазару, постоји од 1993. Образује ученике у три подручја рада: електротехника, машинство и обрада метала и саобраћај. У овом периоду почиње интензивније увођење смерова у четворогодишњем трајању којима се ученици у потпуности оспособљавају за наставак школовања на техничким факултетима.
Од 1. септембра 2022, по одлуци Скупштине града Новог Пазара, школа је добила назив Техничка школа „Изудин Шушевић” по дугогодишњем директору ове установе, еминентном научном и културном раднику који је дао немерљив допринос развоју културе на овим просторима.
Школске 2017/18. године у школи се први пут почело са реализацијом наставе на бошњачком језику у пет од укупно 10 уписаних одељења. Представници Бошњачког националног вијећа су за ученике обезбедили уџбенике на бошњачком језику из неколико предмета: бошњачки језик и књижевност, хисторија, математика, ликовна умјетност и музичка култура.

## Смерови
Машинство
- Техничар за компјутерско управљање
- Машински техничар моторних возила
- Механичар моторних возила

Електротехника
- Администратор рачунарских мрежа
- Електротехничар енергетике
- Електротехничар информационих технологија
- Електричар

Саобраћај
- Техничар друмског саобраћаја
- Возач моторних возила